# Stazione di Ikeda (Osaka)
La stazione di Ikeda (池田駅?, Ikeda-eki) è una stazione delle Ferrovie Hankyū situata nella città di Ikeda, nel nordovest della prefettura di Osaka. Nella stazione fermano tutti i tipi di treni, dai locali agli espressi.